# Nagai Naohiro
Nagai Naohiro (永井 直敬, 1664-18 juillet 1711) est un daimyo de l'époque d'Edo qui dirige le domaine d'Akō après sa confiscation à Naganori Asano.
Naohiro est le fils aîné de Nagai Naotsune, et il assume la tête de la famille après la mort de ce dernier. Lorsque le clan Nasu se voit confisquer ses terres dans la province de Shimotsuke, Naohiro est transféré de ses terres dans la province de Kawachi et devient daimyo du domaine de Karasuyama.
Naohiro est nommé aux postes de jisha-bugyō et de sōshaban en 1694, et à l'automne 1701, après l'exécution d'Asano Naganori, il reçoit une augmentation de 3 000 koku dans sa pension, et devient le nouveau daimyo du domaine d'Akō, avec un territoire estimé à 33 000 koku. Néanmoins, en raison de la charge de travail que lui demande sa fonction de jisha-bugyō, ses serviteurs s'occupent des affaires du domaine. Naohiro devient wakadoshiyori en 1704.
Il est affecté au domaine d'Iiyama en 1706 et à celui d'Iwatsuki en 1711 ; il meurt peu après cette nouvelle affectation, à l'été 1711. Son fils Nagai Naohira lui succède à la tête de la famille.
La tombe de Naohiro se trouve au temple Kōun-ji dans l'arrondissement de Nakano à Tokyo.

## Source de la traduction
- (en) Cet article est partiellement ou en totalité issu de l’article de Wikipédia en anglais intitulé « Nagai Naohiro » (voir la liste des auteurs).